# Museo Taverna dell'Aquila
La Taverna dell'Aquila è un museo privato etnografico di Ozieri, aperto al pubblico fin dal 1978. Nella sede di via Nazario Sauro il museo espone, in numerose sale, una collezione etnografica costituita da diverse migliaia di reperti che riguardano gli strumenti di lavoro di tutti i mestieri esercitati a Ozieri dal XVIII alla metà del XX secolo: dal mondo dell'agricoltura e della pastorizia, all'edilizia e alla falegnameria, dal mondo della scuola a quello religioso, dai cimeli militari a quelli ferroviari. 
Sono anche presenti collezioni di vini e liquori d'epoca, di minerali e di fossili di tutto il mondo.